# Харкнесс, Джерри
Джеральд Б. «Джерри» Харкнесс (англ. Jerald B. "Jerry" Harkness; 7 мая 1940, Гарлем, Нью-Йорк, США — 24 августа 2021) — американский профессиональный баскетболист, завершивший карьеру.

## Ранние годы
Джерри Харкнесс родился в Гарлеме, районе в северной части нью-йоркского боро Манхэттен, учился в школе Девитт-Клинтон в Бронксе, другом муниципалитете Нью-Йорка, в которой играл за местную баскетбольную команду.

## Студенческая карьера
В 1963 году Харкнесс окончил Университет Лойолы в Чикаго, где в течение трёх лет играл за команду «Лойола Рамблерс», в которой провёл успешную карьеру, набрав в итоге 1749 очков и 668 подборов. При Харкнессе «Рамблерс» ни разу не выигрывали регулярный чемпионат и турнир конференции Mideastern, однако в 1963 году вышли в плей-офф студенческого чемпионата США. В том же году «Бродяги» стали чемпионами Национальной ассоциации студенческого спорта (NCAA), обыграв в финале в упорной борьбе (в овертайме) команду «Цинциннати Биркэтс» (60—58), которая выиграла два предыдущих турнира (1961—1962), сам же Харкнесс набрал в нём 14 очков и сделал 6 подборов. По итогам сезона он был включён в 1-ю всеамериканскую сборную NCAA.

## Профессиональная карьера
Играл на позиции разыгрывающего защитника. В 1963 году был выбран на драфте НБА под 9-м номером командой «Нью-Йорк Никс», однако провёл в её составе всего пять игр в самом начале сезона 1963/1964 годов. Через три года Харкнесс заключил соглашение с клубом АБА «Индиана Пэйсерс», в котором отыграл два неполных сезона. Всего за карьеру в НБА и АБА сыграл 86 игр, в которых набрал 618 очков (в среднем 7,2 за игру), сделал 233 подбора и 156 передач.
Несмотря на то, что его профессиональная карьера была относительно короткой, он успел оставить свой след в истории баскетбола. 13 ноября 1967 года Харкнесс совершил с расстояния в 28 метров (размеры баскетбольной площадки в НБА 28,65 м на 15,24 м) победный бросок с сиреной, тем самым принеся своей команде («Индиана Пэйсерс») победу в игре против «Даллас Чеперрелс». Этот бросок по-прежнему является самым дальним, когда-либо сделанным в любом американском профессиональном баскетбольном матче.

## Личная жизнь
Завершив профессиональную карьеру, Харкнесс стал первым афроамериканским продавцом в продовольственной компании «Quaker Oats». В 1970 году стал первым афроамериканским сборщиком денежных средств в Индианаполисе, работающим в организации «United Way of Greater Indianapolis». Кроме этого он стал первым афроамериканским спортивным комментатором в Индианаполисе.
Харкнесс также посвятил много времени вопросам гражданских и политических прав человека, в начале 1970-х годов он работал в правозащитной организации «Конференция христианских лидеров Юга», которая действовала под руководством Мартина Лютера Кинга. В настоящее время Харкнесс работает исполнительным директором «Indianapolis Chapter of 100 Black Men», национальной организации, которая специализируется на поддержке и обучении молодых афроамериканцев.

## Награды и почести
11 июля 2013 года в Овальном кабинете Белого Дома Харкнесс и его бывшие товарищи по команде «Лойола Рамблерс» Джон Иган, Лес Хантер и Рон Миллер встретились с президентом США Бараком Обамой в ознаменование 50-летнего юбилея со дня победы баскетбольной команды в национальном чемпионате (NCAA), единственной в истории университета. На сегодняшний день «Бродяги» являются единственной баскетбольной командой первого дивизиона NCAA, выигравшей студенческий чемпионат от штата Иллинойс. В сентябре 2013 года Харкнесс и весь состав чемпионской команды «Лойола Рамблерс» 1963 года был введён в Зал спортивной славы Чикаго. В ноябре того же года баскетбольная команда «Лойола Рамблерс» образца 1963 года была включена в студенческий Зал Славы баскетбола, к тому же она стала первой командой, введённой в Зал Славы.

## Статистика

### Статистика в НБА
| Сезон   | Команда  | Регулярный сезон | Регулярный сезон          | Регулярный сезон         | Регулярный сезон         | Регулярный сезон                      | Регулярный сезон                   | Регулярный сезон            | Регулярный сезон           | Регулярный сезон              | Регулярный сезон              | Регулярный сезон         | Серия плей-офф  | Серия плей-офф            | Серия плей-офф           | Серия плей-офф           | Серия плей-офф                        | Серия плей-офф                     | Серия плей-офф              | Серия плей-офф             | Серия плей-офф                | Серия плей-офф                | Серия плей-офф           |
| Сезон   | Команда  | Сыгранные матчи  | Матчи в стартовой пятёрке | Количество минут за игру | Процент попаданий с игры | Процент попадания трёхочковых бросков | Процент попадания штрафных бросков | Количество подборов за игру | Количество передач за игру | Количество перехватов за игру | Количество блок-шотов за игру | Количество очков за игру | Сыгранные матчи | Матчи в стартовой пятёрке | Количество минут за игру | Процент попаданий с игры | Процент попадания трёхочковых бросков | Процент попадания штрафных бросков | Количество подборов за игру | Количество передач за игру | Количество перехватов за игру | Количество блок-шотов за игру | Количество очков за игру |
| ------- | -------- | ---------------- | ------------------------- | ------------------------ | ------------------------ | ------------------------------------- | ---------------------------------- | --------------------------- | -------------------------- | ----------------------------- | ----------------------------- | ------------------------ | --------------- | ------------------------- | ------------------------ | ------------------------ | ------------------------------------- | ---------------------------------- | --------------------------- | -------------------------- | ----------------------------- | ----------------------------- | ------------------------ |
| 1963/64 | Нью-Йорк | 5                |                           | 11,8                     | 43,3                     |                                       | 37,5                               | 1,2                         | 1,2                        |                               |                               | 5,8                      | Не участвовал   | Не участвовал             | Не участвовал            | Не участвовал            | Не участвовал                         | Не участвовал                      | Не участвовал               | Не участвовал              | Не участвовал                 | Не участвовал                 | Не участвовал            |
|         | Всего    | 5                |                           | 11,8                     | 43,3                     |                                       | 37,5                               | 1,2                         | 1,2                        |                               |                               | 5,8                      | Не участвовал   | Не участвовал             | Не участвовал            | Не участвовал            | Не участвовал                         | Не участвовал                      | Не участвовал               | Не участвовал              | Не участвовал                 | Не участвовал                 | Не участвовал            |